# 刚果盆地
刚果盆地，又称扎伊尔盆地，是剛果河的沉積盆地，位于非洲中西部，橫跨喀麦隆、中非共和国、刚果民主共和国、赤道几内亚、加蓬和刚果共和国。刚果盆地是非洲最大盆地，面積約100萬平方公里，拥有仅次于亚马孙雨林的世界第二大热带雨林，为稳定世界气候发挥重要作用，被称为“中非宝石”、“非洲之肺”、“地球第二肺”。

## 地形
刚果盆地为典型盆地，四周高中间低，除西南有狭小缺口外四周均为高原山地所包围。由于这种地势，盆地内河流排水不畅，导致河水漫出河床，因而盆地内存在许多沼泽。刚果盆地平均海拔400米，内部为平原，地势低平，海拔300至500（984至1,640英尺）。平原外围是海拔500至600（1,640至1,969英尺）的孤山丘陵，其周围的高原山地海拔超过1,000（3,281英尺）。盆地内最低点是马莱博湖，海拔305（1,001英尺）。盆地南北两端皆为高原——北缘是刚果河与尼罗河的分水岭，高700至800（2,297至2,625英尺），南缘则为比耶高原的北沿隆达高原；而盆地的东端，则是米通巴山脉和东非大裂谷。

## 地质
刚果盆地是前寒武纪非洲古陆块的核心部分，为古老的变质花岗岩、片麻岩、片岩、石英岩等所组成，四周的高地则为古老结晶岩构成。中生代时，此盆地本是一内陆湖，后经地壳抬升，湖水外泄而形成盆地。从盆地边缘到中央，岩层分布从老到新；大部分地区为中生代沉积，只有盆地中心有少数新生代沉积。此外，该盆地也是低纬度重要的成盐盆地，含盐地层赋存于白垩纪地层中部。

## 气候与农业
刚果盆地位于非洲中部，处于赤道低气压带，为终年高温多雨的热带雨林气候。其年平均气温25至27 °C（77至81 °F），降水量则在1,500至2,000（59至79英寸）以上。由于森林砍伐，刚果盆地的气候受到很大影响，预计到21世纪中叶当地气温将因此增高0.7 °C（33.3 °F）。刚果盆地也是重要的农业区，主要种植热带经济作物，盛产油棕、咖啡、橡胶、烟叶、椰子等。

## 自然资源

### 水资源

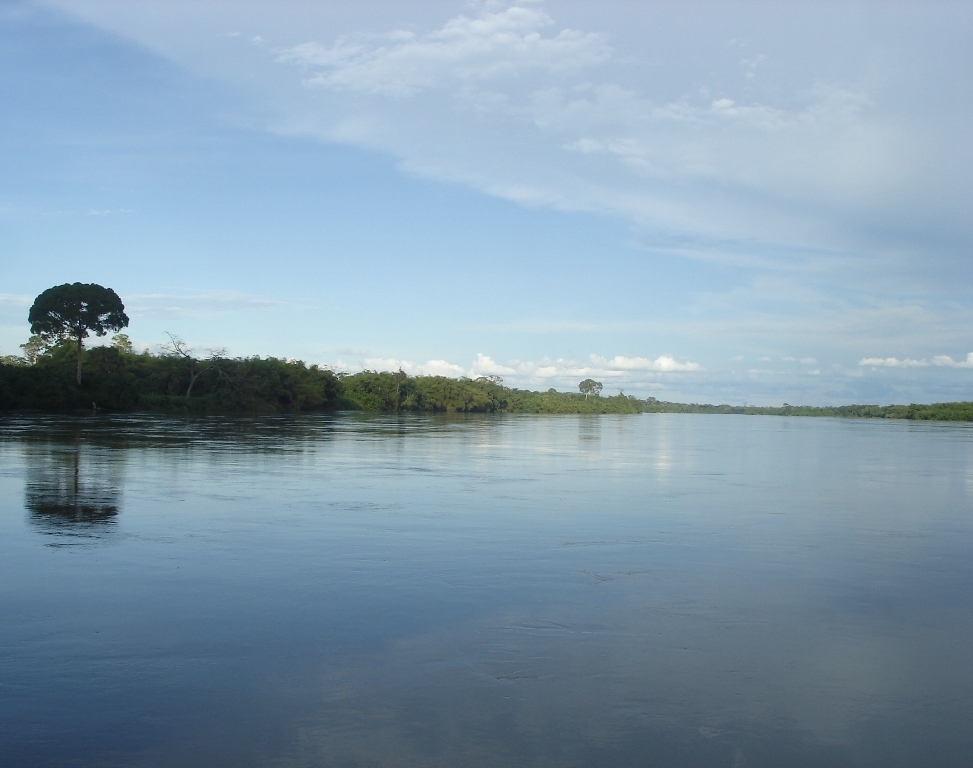
刚果河

刚果盆地内水资源充沛。其包括刚果河流域的大部分。刚果河呈大弧状流经此地，刚果河的许多支流也都在此汇入干流，形成了单一、完整、发达的水系。

### 矿产资源
刚果盆地边缘地区有丰富的矿产资源。其主要矿产有金刚石、铜、黄金、锗、钴、锡、铀、锰、钽、钶钽铁矿等，许多人依靠这些资源而生。

### 森林资源
刚果盆地拥有世界第二大的热带雨林，仅次于亚马孙雨林。其雨林面积近2,000,000平方（772,204平方英里），占世界森林的6%，其中50%以上属于刚果民主共和国，范围从北纬4°到南纬5°。在刚果盆地有约10000种热带植物，其中30%是独一无二的，有檀香木、黑檀木、乌木、红木、花梨木等名贵树种。刚果盆地的树种终年常绿，花开不断，且研究表明其比亚马孙河流域的更加高大。雨林调节着刚果的主要河流，为处在刚果盆地内的国家带来收入，有大约6000万人的生计依赖于此。

### 动物资源

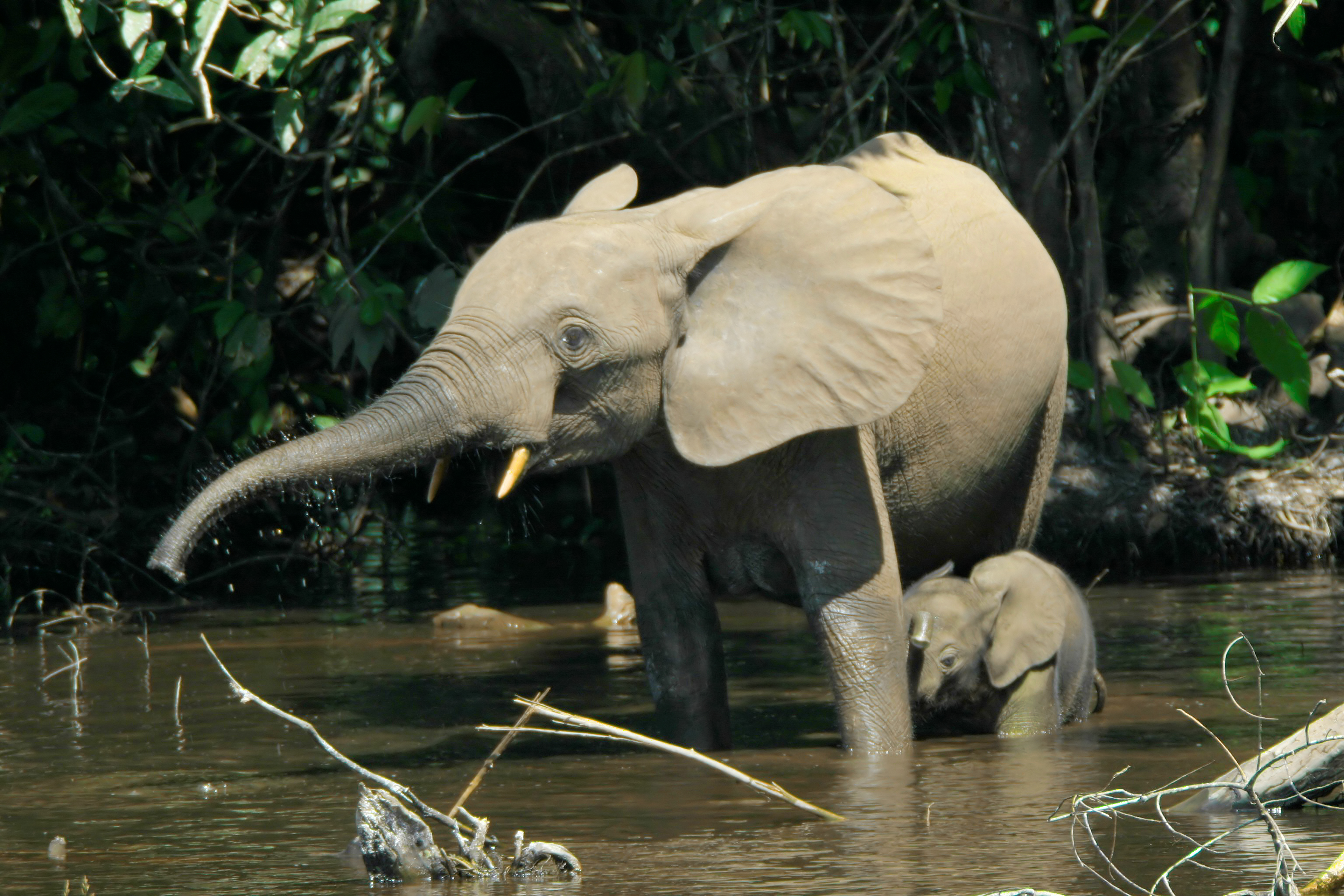
刚果盆地内的一只大象

刚果盆地内生活着400种哺乳动物、200余种爬行动物、1000种鸟类、900种蝴蝶和700种鱼类，被称为地球上最大的物种基因库之一。刚果盆地的森林里还有许多濒危野生动物，包括非洲森林象、黑猩猩、倭黑猩猩、低地大猩猩和山地大猩猩。
- 花豹
- 非洲金猫
- 非洲灵猫
- 克罗斯河大猩猩
- 山地大猩猩
- 非洲象
- 非洲森林象
- 西部低地大猩猩
- 大猩猩
- 东部低地大猩猩
- 倭黑猩猩
- 黑猩猩

## 生态危机
刚果盆地资源丰富，但由于过度采伐和战乱等原因，作为世界第二大森林覆盖地的刚果盆地的生态遭受了很大的破坏。20世纪90年代，在刚果盆地，每年有近3,000平方（1,158平方英里）的森林被砍伐；到了2000年代，每年砍伐的森林依然接近2,000平方（772平方英里），相当于34个曼哈顿区的大小。雨林中原住民俾格米人的群体逐步萎缩，许多物种的数量也在减少，有的已经濒临灭绝。联合国粮农组织的调查显示，该地区的森林采伐速度已超过森林再生能力的极限。英国雨林基金会主任西蒙·康索尔则认为，刚果盆地的生态问题需要政府的干预。但事实上，刚果盆地成员国已经过了多年努力，想要解决生态问题，但效果甚微。国际林业研究中心和联合国教科文组织也对刚果盆地的生态危机有所关注。此外，刚果盆地的生态破坏还对气候产生了影响。